# Angel Station
Angel Station — девятый альбом рок-группы Manfred Mann’s Earth Band, выпущенный 9 марта 1979 года лейблом «Bronze Records» в Великобритании и лейблом «Warner Bros. Records» в США. Записан на «The Workhouse Studios» (Лондон) и «Noel's House» (Клонакилти) в августе 1978 – январе 1979. Поднялся до #144 в Billboard 200 и до #30 в Великобритании. Переиздан в 1999 году с добавлением двух бонус-треков.

## Об альбоме
Первая композиция «Don't Kill It Carol» представляет собой обработку одноименной песни шотландского музыканта Майка Херона с альбома Diamond Of Dreams (1977). Вторая композиция «You Angel You» — обработка одноименной песни Боба Дилана с альбома Planet Waves (1974). 
Обе композиции изданы в виде синглов (добавлены в виде бонус-треков при переиздании альбома 1999 года), стали популярны и многократно исполнялись на концертах Manfred Mann’s Earth Band в разные годы.
Интересно отметить, что композиции «Hollywood Town» и «You Are — I Am» выполнены как зеркальные отражения. Надпись на обложке гласит: Any similarity between «You Are — I Am» and «Hollywood Town» is purely intentional (англ. Любое сходство между «You Are — I Am» и «Hollywood Town» является совершенно преднамеренным).

## Список композиций

### сторона А
1. «Don't Kill It Carol» (Майк Херон) – 6:18
2. «You Angel You» (Боб Дилан) – 4:02
3. «Hollywood Town» (Harriet Schock) – 5:09
4. «"Belle" Of The Earth» (Манн) – 2:46
5. «Platform End» (Манн, Geoff Britton, Pat King, Steve Waller, Крис Томпсон, Jimmy O'Neill) – 1:32

### сторона Б
1. «Angels At My Gate» (Манн, Hirth Martinez, O’Neill) — 4:50
2. «You Are — I Am» (Манн) — 5:11
3. «Waiting For The Rain» (Билли Фэлкон) — 6:17
4. «Resurrection» (Манн) — 2:42

## Участники записи
- Манфред Манн — Клавишные инструменты, вокал
- Джефф Бриттон — Ударные, перкуссия, саксофон
- Пэт Кинг — Бас-гитара
- Стив Уоллер — гитара, вокал
- Крис Томпсон — вокал

приглашённые музыканты:
- Jimmy O’Neill — ритм-гитара
- Дайан Бирч — бэк-вокал
- Энтони Мур — гитара, секвенсор, синтезатор